# Миллер, Леви
Леви Зейн Миллер (род. 30 сентября 2002) — австралийский актер. Известен по роли Питера Пэна в фильме Пэн: Путешествие в Нетландию. Ранее исполнял роли в фильме В ритме сердца (2012) и в короткометражных фильмах, таких как Акива (2010) и Great Adventures (2012).

## Фильмография
| Фильм                      | Фильм                        | Фильм                   | Фильм                           |
| Год                        | Фильм                        | Роль                    | Примечания                      |
| -------------------------- | ---------------------------- | ----------------------- | ------------------------------- |
| 2010                       | Акива                        | Лави                    | Коротометражный фильм           |
| 2011                       | В ритме сердца               | Мальчик-рыбак           |                                 |
| 2012                       | Great Adventures             | Молодой Билли           | Коротометражный фильм           |
| 2015                       | Пэн: Путешествие в Нетландию | Питер Пэн               |                                 |
| 2016                       | Смотри по сторонам           | Люк                     |                                 |
| 2016                       | Red Dog: True Blue           | Мик                     |                                 |
| 2017                       | Jasper Jones                 | Чарли                   |                                 |
| 2017                       | American Exit                | Лео                     |                                 |
| 2017                       | Излом Времени                | Кельвин                 |                                 |
| 2024                       | Крейвен-охотник              | юный Сергей Кравинов    |                                 |
| Появление в качестве гостя |                              |                         |                                 |
| Год                        | Название                     | Роль                    | Эпизоды                         |
| 2011                       | Terra Nova                   | Общие Филбрик (Ребенок) | «Vs.»                           |
| 2015                       | Супергёрл                    | Грант Картер            | Эпизод 5: «How Does She Do It?» |